# Pelinei
Pelinei è un comune della Moldavia situato nel distretto di Cahul di 2.328 abitanti al censimento del 2004.

## Località
Il comune è formato dall'insieme delle seguenti località: (popolazione 2004)
- Pelinei (2.217 abitanti)
- Sătuc (111 abitanti)